# Минчанка (волейбольный клуб)
«Минчанка» (бел. «Мінчанка») — белорусская женская волейбольная команда из Минска. Входит в состав волейбольного клуба «Минск».

## История
Команда была образована в 1994 году на базе Республиканского училища олимпийского резерва, в 1996 году завоевала право выступать в высшей лиге чемпионата Белоруссии. Первоначально носила название «Морита», с 1998 года — «Белбизнесбанк»-БГЭУ. В 2000 году под руководством Олега Гулевича минская команда впервые попала в призёры белорусского чемпионата, а в сезоне-2000/01 дебютировала в Кубке Европейской конфедерации волейбола и выиграла свой первый чемпионский титул в национальном первенстве.
В сезоне-2003/04 «Белбизнесбанк» стал победителем международного турнира «Кубок Балтии» и вновь завоевал золото чемпионата Белоруссии. Игру команды определяла опытная российская связующая Елена Куликова, а нападение в лице Ольги Мороз, Анны Гребенко и Татьяны Гордеевой тренер Олег Гулевич называл сильнейшим в белорусской лиге на тот момент. В марте 2005 года команда защитила звание победителя Кубка Балтии, взяв верх в финальном матче над эстонским «ТПУ-Картини».
В июне 2006 года команда вошла в структуру новообразованного волейбольного клуба «Минск» и получила название «Минчанка»-БГЭУ. После двух подряд «серебряных» сезонов подопечные Олега Гулевича выиграли чемпионат Белоруссии, а в декабре 2006 и марте 2007 года праздновали победу в розыгрышах Кубка страны. В сентябре 2007 года сборная Белоруссии после 10-го летнего перерыва выступала в финальной стадии чемпионата Европы. Её цвета защищали нападающие «Минчанки» Дарья Ермошевич и Татьяна Гордеева, а также перешедшая в межсезонье в барановичский «Атлант» блокирующая Ольга Мороз.
Летом 2008 года «Минчанку» возглавил Геннадий Александрович, а Олег Гулевич стал его ассистентом, однако вследствие неудачного начала сезона уже в декабре того же года Гулевич вернулся на свой пост. Усилив состав доигровщицей Радмилой Бересневой из Казахстана, «Минчанка» выправила турнирное положение в национальном чемпионате и в итоге дошла до финала, в котором уступила «Атланту».
Успешным для столичной команды оказался сезон-2009/10. «Минчанка» была очень близка к выходу в «Финал четырёх» Кубка вызова, но одержав победу на выезде в первом четвертьфинальном матче над польской «Гвардией» из Вроцлава, в ответной домашней игре уступила — 1:3. В марте 2010 года команда Олега Гулевича досрочно выиграла четвёртое в своей истории золото чемпионата Белоруссии. MVP первенства была названа блокирующая «Минчанки» и национальной сборной Анна Шевченко, заменившая в составе перед началом сезона другую «сборницу» — Веру Климович. Летом 2010 года в национальной сборной дебютировала доигровщица Анастасия Гарелик.
В сезонах 2011/12 и 2012/13 годов «Минчанка», переживая смену поколений, становилась третьей в белорусской высшей лиге и по финансовым причинам наряду с другими призёрами чемпионатов Белоруссии (барановичским «Атлантом» и могилёвским «Коммунальником») не принимала участия в еврокубках. Дефицит международных встреч эти команды в сезоне-2012/13 восполнили участием в Балтийской лиге. В финальном матче, проходившем в Елгаве, «Минчанка» со счётом 2:3 уступила «Коммунальнику».
Перед возвращением в еврокубки клуб пригласил нового главного тренера — сербского специалиста Бранислава Моро. Вместе с ним в Минск приехали две доигровщицы — сербка Катарина Йованович и боснийка Ивана Гардович. Тем временем покинули команду Анастасия Гарелик и либеро Ольга Щербаченя, отыгравшие за «Минчанку» шесть сезонов, а также связующая Наталья Цупранова, которую заменила Кира Остроумова (Якимова) из «Уралочки». В Кубке вызова-2013/14 «Минчанка» дошла до 1/8 финала, где пропустила в следующую стадию французский «Ле-Канне-Рошвиль» (3:1, 1:3 и 10:15 в золотом сете), а в национальном чемпионате проиграла серию за золото брестскому «Прибужью».
В межсезонье 2014 года состав «Минчанки» вновь претерпел серьёзные изменения. Из гродненского «Немана» пришли Анжелика Борисевич, Анастасия Кононович и Екатерина Силантьева, из барановичского «Атланта» — Светлана Галкина, из молодечненской «Олимпии» — Ольга Рахман, из зарубежных клубов — Юлия Куцко и Юлия Марковская, а наставником команды в очередной раз стал Олег Гулевич. В Кубке вызова «Минчанка» неожиданно выбыла уже во втором раунде, уступив дорогу скромному греческому «Панаксиакосу», а в финальной серии чемпионата Белоруссии ничего не смогла противопоставить «Жемчужине Полесья» из Мозыря.
В 2016 году «Минчанка» спустя 6 лет вернула себе чемпионский титул. В конце сезона Олег Гулевич сосредоточился на административной работе в клубе, а главным тренером команды стал его ассистент Виктор Дубицкий. Усилили состав команды игроки национальной сборной Анна Калиновская, Елена Федоринчик, Татьяна Серик и украинская диагональная Татьяна Литвиновская, а открытием сезона была признана уверенно игравшая в стартовом составе 16-летняя доигровщица Анна Гришкевич.
Перед началом сезона-2016/17 «Минчанку» возглавил ранее уже работавший в штабе команды Виктор Гончаров — экс-наставник сборной Белоруссии, до возвращения в Минск тренировавший красноярский «Енисей», а одним из наиболее заметных событий межсезонья стал переход из турецкого «Бешикташа» опытной диагональной Оксаны Ковальчук. В ноябре 2016 года команда дебютировала в Лиге чемпионов, пробилась в решающий третий раунд квалификации и привезла в Минск одного из грандов женского волейбола — стамбульский «Эджзаджибаши». Дважды проиграв турецкой команде (1:3 и 0:3), «Минчанка» продолжила выступления в Кубке ЕКВ, где дошла до 1/8 финала. В апреле 2017 года команда в шестой раз завоевала титул чемпиона страны.

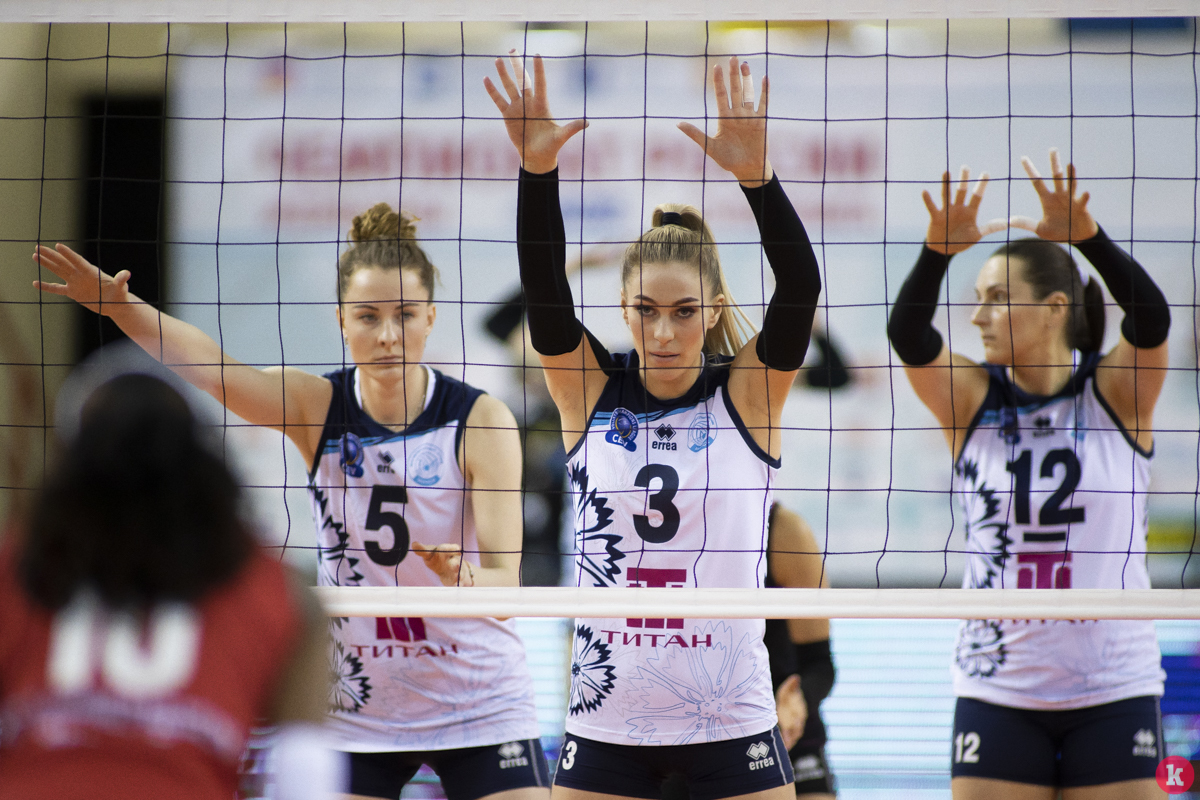
16 марта 2019 года. Калининград. Богдана Анисова, Надежда Столяр и Оксана Ковальчук в матче чемпионата России против «Локомотива»

В сезоне-2017/18 с возвращением одной из лучших белорусских связующих — Ольги Пальчевской — «Минчанка» стала ещё сильнее. Как и годом ранее, подопечные Виктора Гончарова вышли в третий раунд Лиги чемпионов и в борьбе за попадание в основной турнир самого престижного еврокубка уступили именитым соперницам из Турции — на сей раз «Вакыфбанку», действующему победителю Лиги. Ни разу не покинув площадку побеждёнными, столичные волейболистки завоевали третье подряд золото чемпионата Белоруссии. Главным же достижением стало великолепное выступление команды в Кубке Европейской конфедерации волейбола. Последовательно пройдя сербское «Единство» (3:1, 3:0), французский «Безье» (2:3, 3:1), российскую «Уралочку» (3:1, 3:0) и немецкий «Альянц» (3:2, 2:3 и 15:8 в золотом сете), «Минчанка» в финальных матчах потерпела поражения от турецкого «Эджзаджибаши» (1:3, 0:3) и в итоге стала серебряным призёром турнира.
27 января 2018 года в Санкт-Петербурге было подписано соглашение между Всероссийской и Белорусской федерациями волейбола, предусматривающее выступление «Минчанки» в чемпионате России. В мае участие минской команды в российской Суперлиге в сезоне-2018/19 было подтверждено. В межсезонье Анжелика Борисевич отправилась играть в Италию, Ольга Пальчевская получила тяжёлую травму, по ходу нового сезона проблемы со здоровьем вывели из строя Анну Гришкевич. В чемпионате России «Минчанка» была в шаге от выхода в плей-офф, но в итоге заняла 10-е место, а в Лиге чемпионов не смогла выйти из группы, выиграв лишь один матч. Выступление в белорусском чемпионате для «Минчанки» ограничилось финальной серией, в которой команда Виктора Гончарова одержала победу над брестским «Прибужьем». После окончания сезона Пальчевская завершила игровую карьеру, состав минской команды также лишился Гришкевич, Анны Калиновской, россиянки Веры Саликовой и украинки Богданы Анисовой.
В сезоне-2019/20 «Минчанка» отказалась от участия в Лиге чемпионов и сыграла в Кубке Европейской конфедерации волейбола, где дошла до четвертьфинала. В чемпионате России команде Виктора Гончарова вновь не хватило лишь одной победы до выхода в плей-офф, а решающие матчи белорусского первенства из-за распространения коронавирусной инфекции COVID-19 были сыграны лишь в сентябре 2020 года и завершились очередным золотом «Минчанки», которую к этому времени возглавил новый главный тренер — Станислав Саликов. В сезоне-2020/21 команда добилась лучшего результата за всё время участия в чемпионатах России, заняв 5-е место.
В 2023 году главным тренером стала бывший игрок команды Ольга Пальчевская, и под её руководством команда заняла 13-е и 11-е места в открытом чемпионате России. Летом 2025 года новым главным тренером «Минчанки» стал действующий тренер сборной Беларуси Сергей Чесновицкий.

## Достижения
- Чемпион Белоруссии (14) — 2000/01, 2003/04, 2006/07, 2009/10, 2015/16, 2016/17, 2017/18, 2018/19, 2019/20, 2020/21, 2021/22, 2022/23, 2023/24, 2024/25.
- Серебряный призёр чемпионатов Белоруссии (9) — 1999/2000, 2001/02, 2002/03, 2004/05, 2005/06, 2008/09, 2010/11, 2013/14, 2014/15.
- Бронзовый призёр чемпионатов Белоруссии (2) — 2011/12, 2012/13.
- Обладатель Кубка Белоруссии (10) — 2006, 2007, 2016, 2017, 2018, 2019, 2020, 2021, 2023, 2024.
- Обладатель Суперкубка Белоруссии (2) — 2023, 2024.
- Серебряный призёр Кубка Европейской конфедерации волейбола — 2017/18.
- Обладатель Кубка Балтии (2) — 2003/04, 2004/05.
- Серебряный призёр Балтийской лиги — 2012/13.

## Выступления в еврокубках
- 2000/01 — Кубок ЕКВ, 2-е место в группе
- 2001/02 — Кубок топ-команд, 3-е место в группе
- 2002/03 — Кубок ЕКВ, 3-е место в группе
- 2004/05 — Кубок топ-команд, 1-й этап, 3-е место в группе
- 2005/06 — Кубок топ-команд, 4-е место в группе
- 2006/07 — Кубок топ-команд, 2-й этап, 3-е место в группе
- 2007/08 — Кубок ЕКВ, 1/8 финала
- 2008/09 — Кубок вызова, 1-й раунд
- 2009/10 — Кубок вызова, 1/4 финала
- 2010/11 — Кубок ЕКВ, 1/16 финала; Кубок вызова, 1/16 финала
- 2013/14 — Кубок вызова, 1/8 финала
- 2014/15 — Кубок вызова, 2-й раунд
- 2015/16 — Кубок вызова, 1/16 финала
- 2016/17 — Лига чемпионов, 2-й раунд; Кубок ЕКВ, 1/8 финала
- 2017/18 — Лига чемпионов, 3-й раунд; Кубок ЕКВ, финал
- 2018/19 — Лига чемпионов, 4-е место в группе
- 2019/20 — Кубок ЕКВ, 1/4 финала
- 2020/21 — Кубок ЕКВ, 1/8 финала
- 2021/22 — Кубок ЕКВ, 1/16 финала

## Выступления в чемпионатах России
- 2018/19 — 10-е место
- 2019/20 — 10-е место
- 2020/21 — 5-е место
- 2021/22 — 12-е место
- 2022/23 — 10-е место
- 2023/24 — 13-е место
- 2024/25 — 11-е место

## Сезон 2024/25

### Переходы
- Пришли: связующая Юлия Барташевич («Коммунальник»-ГрГУ), доигровщицы Екатерина Сокольчик (после перерыва в карьере), Надежда Смирнова и Нина Касаткина (обе — «Тулица»), центральная блокирующая Дарья Володько («Волунтари-2005», Румыния).
- Ушли: связующая Анастасия Лопато («Омичка»), диагональная Марина Тумас, доигровщицы Светлана Суховерхова и Джейда Акташ («Сарыер», Турция), центральные блокирующие Надежда Владыко и Анастасия Шагун, либеро Веолетта Лаврушко («Муром»).

### Состав команды
| №                       | Имя                   | Год рождения | Рост      |
| Связующие               | Связующие             | Связующие    | Связующие |
| ----------------------- | --------------------- | ------------ | --------- |
| 9                       | Юлия Барташевич       | 1997         | 178       |
| 11                      | Елизавета Томашевская | 2003         | 174       |
| Диагональные            |                       |              |           |
| 4                       | Валерия Турчина       | 2005         | 180       |
| 12                      | Вероника Зарубо       | 2005         | 187       |
| Доигровщицы             |                       |              |           |
| 6                       | Надежда Смирнова      | 1993         | 183       |
| 10                      | Екатерина Сокольчик   | 1993         | 181       |
| 14                      | Дарья Вакулко         | 2002         | 191       |
| 23                      | Нина Касаткина        | 2000         | 185       |
| Центральные блокирующие |                       |              |           |
| 3                       | Надежда Столяр        | 1996         | 184       |
| 8                       | Дарья Володько        | 1989         | 186       |
| 17                      | Елизавета Горная      | 2004         | 187       |
| 22                      | Дарья Бурак           | 2002         | 191       |
| Либеро                  |                       |              |           |
| 7                       | Елена Федоринчик      | 1993         | 178       |
| 19                      | Виктория Голодухина   | 1994         | 167       |

- Главный тренер — Ольга Пальчевская.
- Старший тренер — Евгений Васильчук.

## Арены
С 2018 года основной домашней ареной команды является дворец спорта «Уручье». Ранее «Минчанка» принимала своих соперников по национальному первенству в физкультурно-спортивном комплексе «Атлант» и спорткомплексе МАПИД, а игры еврокубков проводила в минском Дворце спорта, в игровом зале «Чижовки-Арены».